# Hetoudian (köpinghuvudort i Kina, Shandong Sheng, lat 37,02, long 120,57)
Hetoudian (kinesiska: 河头店, 河头店镇) är en köpinghuvudort i Kina. Den ligger i provinsen Shandong, i den östra delen av landet, omkring 320 kilometer öster om provinshuvudstaden Jinan. Antalet invånare är 38 398. Befolkningen består av 18 888 kvinnor och 19 510 män. Barn under 15 år utgör 13,0 %, vuxna 15-64 år 72 %, och äldre över 65 år 14,0 %.
Runt Hetoudian är det tätbefolkat, med 530 invånare per kvadratkilometer. Närmaste större samhälle är Laiyang, 13,3 km öster om Hetoudian. Trakten runt Hetoudian består till största delen av jordbruksmark.
Genomsnittlig årsnederbörd är 784 millimeter. Den regnigaste månaden är juli, med i genomsnitt 259 mm nederbörd, och den torraste är januari, med 12 mm nederbörd.